# Fredrik Thordendal
Fredrik Thordendal (født 11. februar 1970 i Sverige) er stifter af og guitarist i det eksperimenterende metalband, Meshuggah fra Sverige. 
Thordendal spiller både guitar, bas, trommer og klaver.
I 1997 udgav han solo-albummet Sol niger within under navnet "Fredrik Thordendal's Special Defects",